# Elin Pikkuniemi
Elin Eugenia Pikkuniemi, född 15 augusti 1895 i Vojakkala, Nedertorneå församling, död 7 maj 1988 i Trönö i Söderhamns kommun, var en svensk längdskidåkerska och folkskollärarinna.
Elin Pikkuniemi kallas för "Sveriges första skiddrottning". Hon tillhörde Sverigeeliten i längdskidåkning på damsidan åren kring 1920. Pikkuniemi deltog inte i den första SM-upplagan för damer, 1917. Hon tävlade för IFK Haparanda, ställde upp året därpå, och vann fem raka svenska mästerskap på 10 kilometer – åren 1918-1922. När SM avgjordes i Boden 1921 åkte hon först skidor de tio milen till tävlingen. Efter att ha vunnit SM-tävlingen åkte hon sedan samma väg hem igen.
Under senare delen av 1920-talet tävlade hon för Järla IF och under 1930-talet för Hietaniemi SK.
Elin Pikkuniemi var dotter till Johan Petter Isaksson Pikkuniemi, född 1852 i Armasjärvi, Hietaniemi och Sofia Persdotter Revoniemi, född 1858. Hon var yngst i en syskonskara av fem och hade en bror och tre systrar.
Inför Riksidrottsförbundets 50-årsjubileum 1953 anordnade tidningen Svenska Dagbladet en omröstning om Sveriges främsta idrottsutövare, där omkring 5 000 läsare röstade på 150 idrottsutövare. Bland dessa fanns Elin Pikkuniemi som enda kvinna.

### Fotnoter
1. 1 2  Leif Larsson. ”Artiklar”. Kvällsstunden. Arkiverad från originalet den 2 april 2015. https://web.archive.org/web/20150402154830/http://www.lars-son.se/default.aspx?id=1197. Läst 2 mars 2015.
2. 1 2 3 4 5  Sveriges dödbok 1901–2009, DVD‐ROM, Version 5.00, Sveriges Släktforskarförbund (2010): Pikkuniemi, Elin Eugenia
3. 1 2 3  Jonas Cederquist (29 december 2003). ”Folkhjältar i skidspåren”. Populär historia. http://www.popularhistoria.se/artiklar/folkhjaltar-i-skidsparen/. Läst 25 januari 2010.
4. ↑  Vidar Martinell (2005). Mina idrottsfavoriter 1900–1949. Fingraf tryckeri, Södertälje. ISBN 978-9-16-316527-6
5. ↑  Vidar Martinell (1992). Svenska skidlegender - i längd, backe och nordisk kombination. Fingraf tryckeri, Södertälje. ISBN 978-9-18-596490-1
6. ↑  Vidar Martinell (1999). Skidsportens historia Del I 1800–1949
7. ↑  ”Från Vargjägare till OS-guld – Skidsport och utveckling i Pite lappmark vid sekelskiftet; 7. Kvinnoidrott i glesbygd”. http://plassn.nu/rike/Idrottshistoria.html. Läst 2 mars 2015.
8. ↑  ”Elin Pakkuniemi åter svensk mästarinna. Dalamästarinnan Ruth Berglund på andra plats.”. Dalpilen. 14 februari 1922. Arkiverad från originalet den 2 mars 2015. https://archive.is/20150302152416/http://magasin.kb.se:8080/searchinterface/page.jsp?id=kb:132057&recordNumber=3&totalRecordNumber=9. Läst 2 mars 2015.
9. ↑  ”Längd damer”. Svenska Skidförbundet. Arkiverad från originalet den 7 april 2019. https://web.archive.org/web/20190407085409/https://www.skidor.com/Foljoss/Historikochstatistik/Svenskamastare/Langddamer/. Läst 18 juni 2011.
10. ↑  Håkan Svensson (23 mars 2006). ”Sju heta SM-veckor”. Norrbottenskuriren. http://www.kuriren.nu/nyheter/sju-heta-sm-veckor-1578113.aspx. Läst 2 mars 2015.
11. ↑  Leif Larsson. ”Arkiverade kopian”. Kvällsstunden. Arkiverad från originalet den 2 april 2015. https://web.archive.org/web/20150402104156/http://www.lars-son.se/default.aspx?id=1468&ptid=1201. Läst 2 mars 2015.
12. ↑  ”Ättlingar efter Anders Larsson Lassin-Antti – Stamfader för Lassinantti släkten Tabell 123 (generation 8)”. Arkiverad från originalet den 2 mars 2015. https://archive.is/20150302152419/http://www.algonet.se/~kyl/stam200804.htm. Läst 2 mars 2015.
13. ↑  ”Norrbottens län, Neder-Torneå församling; Johan Petter Pikkuniemi f. 1852 Hietaniemi Norrb l.”. Folkräkningen 1890 – Norrbottens län. Umeå universitetsbibliotek. Arkiverad från originalet den 2 mars 2015. https://archive.is/20150302152404/http://www2.foark.umu.se/folk/bd/person.asp?lannr=25&forsnr=14&pnr=39&selarkbild=Nedertorne%E5. Läst 2 mars 2015.
14. ↑  Sporten i dag 2000–2001, Semic förlags AB 2000, sidan 102 - En bland 150!